# Questa notte o mai (film 1957)
Questa notte o mai è un film del 1957, diretto dal regista Robert Wise.

## Trama
Anna Leeds è una giovane insegnante delle elementari che vive nella pensione dei coniugi Shea. Non contenta del suo stipendio e corteggiata insistentemente dal maestro di matematica Bill, Anna decide di diventare segretaria del signor Rocco, proprietario di un night club a New York, suscitando lo sdegno dei Shea, proprietari della pensione.
Rocco dimostra immediata simpatia per Anna e le chiede spesso consigli, mentre una delle sue migliori ballerine, Patsy St. Clair, stringe subito amicizia con Anna che l'aiuta e le fa vincere un concorso di cucina, nonostante l'opposizione della madre Crystal che la vuole solo vedere ballare al night club.
Con la sua candida innocenza, Anne dimostra di saper risolvere anche i problemi di un mondo diverso dal suo, che pare privo di scrupoli e moralità. Eva Corlane, l'avvenente cantante del night club, prende tuttavia in antipatia Anna e non riesce a concepire che una ragazza diversa e così seria lavori in un luogo pieno di persone tanto spregiudicate, tra cui gangster e criminali di ogni risma. Tony Armotti, il giovane socio di Rocco, non riesce a sopportare Anna e la prende in antipatia, ma inizia a proteggerla da quel mondo che lui ritiene comodo e intrigante ma troppo pericoloso per una maestra elementare.
Anna diventa benvoluta da tutto lo staff per la sua cortesia e la sua candida gentilezza: anche Eva inizia ad apprezzarla e i rapporti tra Crystal e Patsy migliorano grazie al suo aiuto. Intanto il cameriere di origine araba Hussein Mohammed viene picchiato dai colleghi di un altro locale a causa di pregiudizi razziali e per colpa del suo nome che, a suo dire, ricorda troppo il Paese della sua famiglia, motivo di tanto scherno. Il padre di Mohammed gli annuncia che gli permetterà di cambiare cognome ma solo se supererà l'esame di algebra. Con l'aiuto di Anna, che Mohammed aveva inizialmente in antipatia, il ragazzo passa l'esame e il padre acconsente che egli cambi cognome.
Nel frattempo Tony licenzia Anne, ritenendola inadatta all'ambiente, ma è costretto da Rocco a riassumerla. I coniugi Shea si dicono preoccupati per la ragazza che contemporaneamente è andata a casa di Tony per lamentarsi del suo comportamento iperprotettivo. Anna dimostra di amare Tony, quando lo bacia dopo una discussione sull'eccessivo moralismo della ragazza. Rocco, avvertito dai coniugi Shea, mette in guardia Tony, che si accorge di ricambiare i sentimenti di Anna ma non lo vuole dimostrare. Così mente e dice a Rocco che la ragazza è a dormire a casa di Patsy. Rocco, tuttavia, scopre che Anna è in casa di Tony e la manda a dormire da Patsy e Crystal, per evitare agli Shea di scoprirlo e di restarne delusi. A casa di Crystal, l'indomani, Rocco chiarisce la situazione con Anna, la quale si lamenta di Tony, che Rocco ritiene responsabile di trascinare la ragazza sulla strada della depravazione. Tony dice a Rocco di voler lasciare il night club, ma Anna telefona annunciando di volersene andare, per poi lavorare nel locale di Maxi London, che si rivela essere una bisca.
Tony riesce a far fuggire Anna dal locale di London prima che la polizia l'arresti. Anna, tuttavia, non è contenta e pensa che tornando a lavorare al night club di Rocco non farebbe che peggiorare le cose. Un giorno a scuola, tra gli alunni di Anna scoppia una lite e la maestra, intervenuta per calmare i ragazzi, viene da loro spinta violentemente e gettata a terra. Sarà Tony, piombando in classe, a rivelare di non essere la persona depravata che sembrava e a redarguire severamente i ragazzi, anche se sotto la minaccia di punizioni fisiche. Anna apprezza finalmente l'animo di Tony e si rende conto che probabilmente non farebbe mai del male ai bambini e si è resa conto di averlo cambiato. Così Anna torna a lavorare come segretaria al night club, tra la felicità generale, in particolare di Tony e del signor Rocco. Ma anche Eva Corlane pare molto felice del ritorno della ragazza e conclude il film cantando la nota canzone che dà il titolo alla versione originale: "This Could be the Night" ovvero: "Questa potrebbe essere la notte".